# Liste der Nummer-eins-R&B-Alben in den USA (1994)
Dies ist eine Liste der Nummer-eins-Alben in den von Billboard ermittelten Verkaufscharts für R&B-Alben in den USA im Jahr 1994. In diesem Jahr gab es neunzehn Nummer-eins-Alben.
| ← 1993 ← | Liste der Nummer-eins-R&B-Alben in den USA | Liste der Nummer-eins-R&B-Alben in den USA | Liste der Nummer-eins-R&B-Alben in den USA | 1995 →                    |
| \| Zeitraum \| Wo. ges. \| Interpret \| Titel \| Zusätzliche Informationen \| \| (Zeitraum, Wochen auf Platz eins, Interpret, Titel, zusätzliche Informationen) \| \| \| \| \| \| ------------------------------------------------------------------------------ \| -------- \| ----------------------------------- \| ------------------------------- \| ------------------------- \| \| 1. Januar 1994 – 21. Januar 1994 3 Wochen (insgesamt 5) \| 5 \| Snoop Doggy Dogg \| Doggystyle[1] \| – \| \| 22. Januar 1994 – 4. Februar 1994 2 Wochen (insgesamt 2) \| 2 \| Jodeci \| Diary of a Mad Band[2] \| – \| \| 5. Februar 1994 – 8. April 1994 9 Wochen (insgesamt 9) \| 9 \| R. Kelly \| 12 Play[3] \| – \| \| 9. April 1994 – 10. Juni 1994 9 Wochen (insgesamt 9) \| 9 \| Original Motion Picture Soundtrack \| Above the Rim[4] \| – \| \| 11. Juni 1994 – 17. Juni 1994 1 Woche (insgesamt 1) \| 1 \| Heavy D & the Boyz \| Nuttin’ but Love[5] \| – \| \| 18. Juni 1994 – 24. Juni 1994 1 Woche (insgesamt 10) \| 10 \| Original Motion Picture Soundtrack \| Above the Rim \| – \| \| 25. Juni 1994 – 15. Juli 1994 3 Wochen (insgesamt 3) \| 3 \| Warren G \| Regulate... G Funk Era[6] \| – \| \| 16. Juli 1994 – 29. Juli 1994 2 Wochen (insgesamt 2) \| 2 \| Keith Sweat \| Get Up on It[7] \| – \| \| 30. Juli 1994 – 5. August 1994 1 Woche (insgesamt 1) \| 1 \| Da Brat \| Funkdafied[8] \| – \| \| 6. August 1994 – 9. September 1994 5 Wochen (insgesamt 5) \| 5 \| MC Eiht feat. Compton’s Most Wanted \| We Come Strapped[9] \| – \| \| 10. September 1994 – 16. September 1994 1 Woche (insgesamt 1) \| 1 \| Changing Faces \| We Come Strapped[10] \| – \| \| 17. September 1994 – 30. September 1994 2 Wochen (insgesamt 2) \| 2 \| Boyz II Men \| II[11] \| – \| \| 1. Oktober 1994 – 28. Oktober 1994 4 Wochen (insgesamt 4) \| 4 \| Anita Baker \| Rhythm of Love[12] \| – \| \| 29. Oktober 1994 – 4. November 1994 1 Woche (insgesamt 1) \| 1 \| Original Motion Picture Soundtrack \| Jason’s Lyric[13] \| – \| \| 5. November 1994 – 25. November 1994 3 Wochen (insgesamt 3) \| 3 \| Original Motion Picture Soundtrack \| Murder Was the Case[14] \| – \| \| 26. November 1994 – 2. Dezember 1994 1 Woche (insgesamt 1) \| 1 \| Barry White \| The Icon Is Love[15] \| – \| \| 3. Dezember 1994 – 9. Dezember 1994 1 Woche (insgesamt 1) \| 1 \| Method Man \| Tical[16] \| – \| \| 10. Dezember 1994 – 16. Dezember 1994 1 Woche (insgesamt 1) \| 1 \| Redman \| Dare Iz a Darkside[17] \| – \| \| 17. Dezember 1994 – 23. Dezember 1994 1 Woche (insgesamt 1) \| 1 \| Mary J. Blige \| My Life[18] \| – \| \| 24. Dezember 1994 – 30. Dezember 1994 1 Woche (insgesamt 1) \| 1 \| Kenny G \| Miracles: The Holiday Album[19] \| – \| |                                            |                                            |                                            |                           |
| ← 1993 |                                            |                                            |                                            | → 1995 →                  |
| Zeitraum | Wo. ges.                                   | Interpret                                  | Titel                                      | Zusätzliche Informationen |
| (Zeitraum, Wochen auf Platz eins, Interpret, Titel, zusätzliche Informationen) |                                            |                                            |                                            |                           |
| 1. Januar 1994 – 21. Januar 1994 3 Wochen (insgesamt 5) | 5                                          | Snoop Doggy Dogg                           | Doggystyle                                 | –                         |
| 22. Januar 1994 – 4. Februar 1994 2 Wochen (insgesamt 2) | 2                                          | Jodeci                                     | Diary of a Mad Band                        | –                         |
| 5. Februar 1994 – 8. April 1994 9 Wochen (insgesamt 9) | 9                                          | R. Kelly                                   | 12 Play                                    | –                         |
| 9. April 1994 – 10. Juni 1994 9 Wochen (insgesamt 9) | 9                                          | Original Motion Picture Soundtrack         | Above the Rim                              | –                         |
| 11. Juni 1994 – 17. Juni 1994 1 Woche (insgesamt 1) | 1                                          | Heavy D & the Boyz                         | Nuttin’ but Love                           | –                         |
| 18. Juni 1994 – 24. Juni 1994 1 Woche (insgesamt 10) | 10                                         | Original Motion Picture Soundtrack         | Above the Rim                              | –                         |
| 25. Juni 1994 – 15. Juli 1994 3 Wochen (insgesamt 3) | 3                                          | Warren G                                   | Regulate... G Funk Era                     | –                         |
| 16. Juli 1994 – 29. Juli 1994 2 Wochen (insgesamt 2) | 2                                          | Keith Sweat                                | Get Up on It                               | –                         |
| 30. Juli 1994 – 5. August 1994 1 Woche (insgesamt 1) | 1                                          | Da Brat                                    | Funkdafied                                 | –                         |
| 6. August 1994 – 9. September 1994 5 Wochen (insgesamt 5) | 5                                          | MC Eiht feat. Compton’s Most Wanted        | We Come Strapped                           | –                         |
| 10. September 1994 – 16. September 1994 1 Woche (insgesamt 1) | 1                                          | Changing Faces                             | We Come Strapped                           | –                         |
| 17. September 1994 – 30. September 1994 2 Wochen (insgesamt 2) | 2                                          | Boyz II Men                                | II                                         | –                         |
| 1. Oktober 1994 – 28. Oktober 1994 4 Wochen (insgesamt 4) | 4                                          | Anita Baker                                | Rhythm of Love                             | –                         |
| 29. Oktober 1994 – 4. November 1994 1 Woche (insgesamt 1) | 1                                          | Original Motion Picture Soundtrack         | Jason’s Lyric                              | –                         |
| 5. November 1994 – 25. November 1994 3 Wochen (insgesamt 3) | 3                                          | Original Motion Picture Soundtrack         | Murder Was the Case                        | –                         |
| 26. November 1994 – 2. Dezember 1994 1 Woche (insgesamt 1) | 1                                          | Barry White                                | The Icon Is Love                           | –                         |
| 3. Dezember 1994 – 9. Dezember 1994 1 Woche (insgesamt 1) | 1                                          | Method Man                                 | Tical                                      | –                         |
| 10. Dezember 1994 – 16. Dezember 1994 1 Woche (insgesamt 1) | 1                                          | Redman                                     | Dare Iz a Darkside                         | –                         |
| 17. Dezember 1994 – 23. Dezember 1994 1 Woche (insgesamt 1) | 1                                          | Mary J. Blige                              | My Life                                    | –                         |
| 24. Dezember 1994 – 30. Dezember 1994 1 Woche (insgesamt 1) | 1                                          | Kenny G                                    | Miracles: The Holiday Album                | –                         |